# Olga Peretyatko
Olga Alexandrovna Peretyatko (Leningrado, 21 de mayo de 1980) es una cantante de ópera rusa con tesitura de soprano de coloratura. 

## Datos biográficos
Cuando niña Peretyatko cantó en el coro del Teatro Mariinsky. Fue estudiante de ópera en la Ópera del Estado de Hamburgo. Obtuvo el  segundo lugar en  Operalia (2007), un evento patrocinado por el tenor Plácido Domingo.
Su repertorio incluye óperas de Handel y Mozart a Richard Wagner y Richard Strauss. Ha participado en los cursos y concursos de la Academia Rossiniana de Pesaro, en Italia. También ha cantado en el  Festival Rossini de Ópera: Corinna y Contessa di Folleville (Il viaggio un Reims, 2006), Desdemona (Otello, 2007), Giulia (La scala di seta, 2009), Aldamira (Sigismondo, 2010), y en Matilde di Shabran (2012). En 2013  cantó durante el Mozartwoche en Salzburg. En 2014,  hizo su debut en la Metropolitan Opera House en el papel de Elvira ( I puritani.) de Bellini.
Peretyatko obtuvo la atención internacional cuando cantó en Rossignol producción premiada en Toronto en 2009 y que más tarde fue presentada en el Festival de Aix-en-Provence en 2010 y posteriormente en la Ópera de Lyon, la  Academia de Música de Brooklyn, en Nueva York y la Ópera de Holanda en Ámsterdam. Fue muy exitosa en sus debuts como Adina en El elixir de amor en Lille, en la  Lucía de Lammermoor en el Teatro Massimo en Palermo; como Gilda en Rigoletto en La Fenice en Venice, y en el Festival Avenches. En 2013 y 2014, Peretyatko  se presentó en el Festival de Salzburgo como Giunia en Lucio Silla), y en la Ópera Estatal de Viena, así como en el Teatro de ópera de Zúrich (Rigoletto), el Ópera Estatal de Berlín y finalmente en el Teatro de La Scala en Milán (Marfa en Morir Zarenbraut), y en la Ópera Alemana de Berlín (Adina en El Elixir de Amor).
En 2015 Peretyatko debutó como Violeta en La traviata en el Ópera de Lausana, y después hizo una aparición nueva del mismo título en el Festspielhaus Baden-Baden. Regresó a la Ópera Estatal de Viena para Los Puritanos, y a La Scala en Milán para el Otelo de Rossini; estuvo en la Metropolitan Opera House de Nueva York cantando Rigoletto y más tarde en el Teatro Regio en Turín otra vez con Los Puritanos. Ha realizado en el Tivoli de Copenhague y en el Teatro Real de la Moneda en Bruselas el Elixir de Amor y en el Teatro Real en Madrid el Rigoletto.
En 2017,  cantó el papel de Leila en Los pescadores de perlas, bajo dirección musical de Daniel Barenboim.
Peretyatko ha actuado para más de 600,000 personas en Le Concierto de París el 14 de julio de 2014 en el Día Nacional de Francia celebraciones en el Campo Marte de la Torre Eiffel.
Peretyatko se casó con el director concertador Michele Mariotti en agosto de 2012 después de conocerse mientras trabajaban en Pésaro en 2010, preparando la ópera Sigismondo de Rossini. Ocho años más tarde la Peretyatko anunció su separación matrimonial y su retirada de las producciones de Don Giovanni en el Teatro Comunale (Bolonia) que era conducido por su hasta entonces marido.

## Premios
- 2007: 2.º premio en Operalia
- 2014: mejor cantante en la premiación Franco Abbiati de la Crítica Musical Italiana
- 2018: mejor grabación para el álbum Luz rusa del Premio Opus Klassik[7]
- 2019: Premio Traetta

## Discografía
- 2006: Semiramide, Meyerbeer. Etiqueta: Naxos (Naxos Serie: Ópera Classics), catálogo ningún: 8.660205-06
- 2008: La donna del lago, Rossini. Etiqueta: Naxos, catálogo ningún: 8.660235-36
- 2011: La bellezza del canto, Münchner Rundfunkorchester, Miguel Gómez-Martínez, primer recital de solo CD (Sony)
- 2014: Arabesque, NDR Sinfonieorchester, Enrique Mazzola (Sony)
- 2015: Rossini!, Orquesta del Teatro Comunale di Bologna, Alberto Zedda (Sony)
- 2017: Luz rusa, Ural Philharmonic Orquesta, Dmitry Liss (Sony)
- 2019: Mozart+, Ivor Bolton, Sinfonieorchester Basel (Sony)

## Videografía
- 2016: Olga Peretyatko: Mi Amor para Rossini (documental)[8]